# Ronnie Hawkins
Pour les articles homonymes, voir Hawkins.
Ronnie Hawkins, né le 10 janvier 1935 à Huntsville (États-Unis) et mort le 29 mai 2022 en Ontario (Canada), est un chanteur américano-canadien.

## Biographie
Ronnie Hawkins  participe au concert de The Band, La Dernière Valse, en 1976 ; à cette occasion, il interprète la chanson Who Do You Love?, écrite par Bo Diddley.

## Filmographie
- 1978 : Renaldo et Clara (Renaldo and Clara) de Bob Dylan : Bob Dylan
- 1980 : La Porte du paradis (Heaven's Gate) de Michael Cimino : Wolcott
- 1981 : Honky Tonk (série TV)
- 1986 : Meatballs III: Summer Job : chanteur du bar
- 1989 : Snake Eater : le King
- 1990 : Back to the Beanstalk (TV) : le troubadour
- 1994 : Boozecan : Desi
- 1994 : Sodbusters (TV)
- 2002 : Duct Tape Forever : le pompiste